# 헤로데 아그리파 1세
아그리파 1세(Agrippa I, 기원전 10년? - 44년)은 로마 제국에 공인된 고대 유대의 통치자(재위:37년-44년)이다. 헤로데 아그리파 1세라고도 하며 본명은 마르쿠스 율리우스 아그리파스이다. 신약성경 사도행전에서 헤로데 왕으로 언급되는 사람은 그 사람이다.

## 약력
어린 시절 로마에서 살았으며 당시 황제 티베리우스의 아들 드루스와 함께 자라 사이가 좋았으나 그나 자신의 어머니 베레니케의 사후 씀씀이가 헤로데 안티파스나 절친한 친구였던 시리아 총독 프랑코스를 의지하지만 결국 양쪽 모두 아그리파와 관계가 악화되어 쫓겨나는 형국이 되어 다시 로마로 돌아와 어머니의 친구였던 소안토니아에게 빚을 대신 갚아주는 등 은명을 잘 주어 경의를 표하고, 이 때 로마에 돌아와 그의 어머니인 베레니케에게 빚을 갚아달라고 하는 등 연명하였다. 반년 만에 티베리우스가 죽음(기원후 37년의 일)으로 다음 황제가 된 칼리굴라에 의해 석방되었을 뿐만 아니라 34년에 사망한 삼촌 헤로데 필리포스가 다스리던 트라코니티스, 가우라니티스, 바타네아의 영주로 인정되고 다시 39년에 안티파스가 파르티아와 손잡고 로마에 대해 모반을 꾸미고 있다고 고발하여 칼리굴라에게 통치권을 잃고 추방되었다.
그러다 41년 칼리굴라가 암살됐을 때도 군대가 신황제와 지지했던 클라우디우스가 제위에 오르도록 도와 그에게서도 영주의 지위를 인정받았을 뿐만 아니라 할아버지의 지배지였던 유대 속주(이도마야 지방 포함) 사마리아의 지배를 맡았고, 여기에 동쪽 아빌라와 레바논 산맥 부근의 땅과 킬리키아와 콤마게네도 구해 할아버지 헤로데 대왕이 다스린 것과 거의 같은 판도를 통치하게 됐다.또한 아그리파는 클라우디우스에게 청하여 형제인 헤로데를 사위로 삼는 형태로 카르키스 땅을 제공받는 등의 후대를 받았다.
그러나, 유대의 땅이 그의 지배하에 있던 것은 불과 3년 정도로, 44년 그는 사망한다.사망 상황의 기술은 사도행전 12장 19-23절과 유대고대사 제XIX권 8장 2절에 있으며, 세세한 기술이 다르지만 골자는 마찬가지로 '카에살리아에서 아그리파가 식전에 호화로운 옷을 입고 나왔을 때 그 자리에 있던 사람들이 그를 신과 같다고 칭하고, 본인도 특별히 그를 나무라거나 하지 않다가 갑자기 몸이 악화되어 죽음에 이르렀다.'는 것이다.
그의 사망시에 장남인 아그리파 2세조차 17세였기 때문에 그 지위를 바로 계승하는 것은 인정되지 않았고, 로마는 유대를 한때 총독의 관할하에 두었으며, 아그리파 2세에게는 48년에 삼촌인 헤로데의 영지인 카르키스가 클라우디우스의 치세 8년째(서기 48년), 이어서 이곳과 교환의 형태로 아버지의 영지 중 전 필리포스의 영지였던 부위와 그 동쪽의 아빌라를 부여받았지만, 아버지의 영지 모두를 받기 전에 유대전쟁이 시작되어 완전한 계승은 이루어지지 않았다.

## 인물평가
「사도행전」12장에서는 아그리파 1세는 바리사이파에 영합해 당시는 아직 유대교의 한 분파였던 초기 그리스도교의 공동체를 박해. 제베대오의 아들 야고보를 사로잡아 처형, 베드로도 그에 의해 투옥되는 등 무서운 인물로 여겨져 상기의 죽음도 거만한 태도로 있었으므로 천사가 죽음을 주었다고 여겨진다.
『유대고대사』에서는 대조적으로 젊었을 때부터 씀씀이가 헤로데 대왕과 반대의 온화한 성격으로 겸허하고 신앙심이 깊었으며 칼리굴라가 자신의 우상을 예루살렘에 세우도록 명했을 때 그만두도록 설득하거나 율법에 어긋나는 일을 했다고 비난받았을 때는 순순히 무엇이 잘못되었는지 들어주는 등 했다고 한다. 유대인 이외에서는 좋게 생각되지 않았던 것도 쓰여져 있어 「그의 사망시에 카이사리아와 세바스테 거리의 사람들이 그것을 축하했다」고 하고 있다.
하지만, 그는 자국령 이외에서는 헬레니즘 문화도 중요시하고 있어, 벨류토스(페니키아에 있던 로마 식민지)에서는 신앙 깊은 유대인이 좋아하지 않는 검투사 투기장을 세우거나, 자국령 내에서도 헬레니즘 문화가 강한 카예사리아와 세바스테 중 하나(혹은 양쪽 모두)에서, 적어도 일반 시민의 손에 닿는 위치에 자신의 딸의 우상을 세우고 있었다고 모두에서 요세푸스는 평가하고 있다.

## 같이 보기
- 헤로데 왕국

1. ↑  第XVIII巻6-7章全般(ヨセフス2000-3) p.53-90
2. ↑  『ユダヤ古代誌』第XIX巻7章5節（通算335-336節）　(ヨセフス2000-3) p.227-228